# Галимжанов, Рашит Рафикович
Рашит Рафикович Галимжанов (род. 2 июля 1969, Челябинск) — российский хоккеист, защитник, тренер.

## Биография
Воспитанник ДЮСШ «Трактор», тренеры В. Ф. Рякин, В. А. Угрюмов. Дебютировал в команде первой лиги «Металлург» Челябинск в сезоне 1986/87. Выступал за клубы «Металлург» Магнитогорск (1987/88 — 1992/93), «Трактор» (1990 — переходный турнир, 1997/98 — 1999/2000), «Южный Урал» (1992/93), «Рубин» / «Газовик» (1993/94 — 1996/97б 2000/01 — 2001/02), «Мостовик» (2002/03), «Газовик-Универ» (2003/04, 2006/07), «Газовик-Старт» (2004/05 — 2005/06).
Тренер команды «Газовик-Универ» (2004/05), тренер юношеской команды «Газовика» (2005/06), тренер команды «Газовик-Универ» / «Газовик-СибГУФК» / МХК «Газовик» (2007/08 — 2010/11). Главный тренер МХК «Газовик» / «Тюменского легиона» (10 мая 2011 — 26 ноября 2012). Главный тренер «Рубина-2» (2012/13, с 29 января). В ВХЛ — тренер «Сокола» Красноярск (2013/14 — 2014/15), «Южного Урала» (2015/16), «Зауралья» (2016/17), тренер по физподготовке «Рубина» (2015/16 — 2017/18), «Югры» (2018/19 — 2021/22), «Омских крыльев» (2022/23), «Тороса» (2023/24), «Норильска» (с 2024/25).